# 曹元徳
曹 元徳（そう げんとく、生没年不詳）は、五代十国時代の曹氏帰義軍節度使の二代目であり、曹議金の長男である。
清泰2年（935年）2月、沙州帰義軍節度使曹議金が亡くなると、太師の位を贈り、曹元徳が位を継ぎ、河西帰義軍節度使・押蕃落等使・検校司空の位をもらった。
後晋の天福7年（942年）12月、弟の曹元深が位を継いだ。

## 弟
- 曹元深
- 曹元忠